# Santa Coloma (Villabezana)
Santa Coloma es un despoblado que actualmente forma parte del concejo de Villabezana, que está situado en el municipio de Ribera Alta, en la provincia de Álava, País Vasco (España).

## Historia
En el Diccionario geográfico-estadístico-histórico de España y sus posesiones de Ultramar, ordenado por Pascual Madoz entre 1846 y 1850, se relata de Santa Coloma lo siguiente:

despoblado en la provincia de Álava, ayuntamiento de la Ribera Alta y término de Villabezana: se ignora cuándo se despobló.

Actualmente sus tierras son conocidas con el topónimo de Santa Coloma.